# Bobsleigh aux Jeux olympiques de 1956
Pour des articles plus généraux, voir Bobsleigh aux Jeux olympiques et Jeux olympiques d'hiver de 1956.
Navigation
Oslo 1952 Innsbruck 1964
Les épreuves de bobsleigh aux Jeux olympiques d'hiver de 1956 se déroulent sur la piste Eugenio Monti à Cortina d'Ampezzo (Italie).

## Podiums
| Épreuves       | Or                                                            | Argent                                                            | Bronze                                                          |
| -------------- | ------------------------------------------------------------- | ----------------------------------------------------------------- | --------------------------------------------------------------- |
| Bob à deux H   | Italie Lamberto Dalla Costa Giacomo Conti                     | Italie Eugenio Monti Renzo Alvera                                 | Suisse Max Angst Harry Warburton                                |
| Bob à quatre H | Suisse Franz Kapus Gottfried Diener Robert Alt Heinrich Angst | Italie Eugenio Monti Ulrico Girardi Renzo Alvera Renato Mocellini | États-Unis Arthur Tyler William Dodge Charles Butler James Lamy |

## Médailles
| Rang | Nation     | Or | Argent | Bronze | Total |
| ---- | ---------- | -- | ------ | ------ | ----- |
| 1    | Italie     | 1  | 2      | 0      | 3     |
| 2    | Suisse     | 1  | 0      | 1      | 2     |
| 3    | États-Unis | 0  | 0      | 1      | 1     |